# Kamel Haroune
Kamel Haroune (ar. كامل هارون; ur. 13 sierpnia 1987) – algierski judoka.
Startował w Pucharze Świata w 2012 i 2015. Wicemistrz igrzysk afrykańskich w 2015. Trzeci na igrzyskach wojskowych w 2011, a także na MŚ wojskowych w 2013 i 2016 roku.